# Kasa Chorych
Kasa Chorych – polski bluesowy zespół muzyczny założony w 1975 w Białymstoku przez Ryszarda Skibińskiego i Jarosława Tioskowa.

## Historia
Pierwszy skład zespołu poza założycielami stanowili: Andrzej Kotarski (gitara), Zbigniew Richter (gitara basowa), Andrzej Pala (fortepian) oraz Mirosław Kozioł (perkusja)
W roku 1978 grupa zajęła III miejsce na IX Wielkopolskich Rytmach Młodych w Jarocinie, a Ryszard Skibiński dostał nagrodę indywidualną. Grupa, a w szczególności jej lider, doprowadzili do zorganizowania w 1978 roku w Białymstoku festiwalu Jesień z Bluesem. W październiku 1979 wraz z zespołem Krzak oraz Wojciechem Karolakiem grupa wystąpiła w programie, który dla Studia 2 realizował Walter Chełstowski.
W roku 1980 skład zespołu wyglądał następująco: Ryszard Skibiński (harmonijka ustna, kazoo), Jarosław Tioskow (gitara), Włodzimierz Dudek (gitara), Leszek Domalewski (gitara basowa) oraz Mirosław Kozioł (perkusja).
W 1981 nagrali singel „Zgniła porzeczka”/„Blues córek naszych”, a później wystąpili w filmie Koncert Michała Tarkowskiego. W 1982 podczas studyjnych nagrań zespół zasilił Andrzej Zaucha. W tym samym roku, po paru nieudanych występach z wokalistkami (Martyną Jakubowicz, Krystyną Cudowską), zespół postanowił powiększyć swój skład o wokalistę i w 1982 został nim Jerzy Opaliński, a później Lesław Kot. Wystąpili również na festiwalu Rawa Blues '82. Pod koniec roku 1982 grupa dała ostatni koncert w tym składzie, ponieważ lider zespołu Ryszard Skibiński przeszedł do grupy Krzak.
Na początku roku 1984 wykrystalizował się nowy skład zespołu: Jarosław Tioskow (gitara, śpiew), Cezary Czternastek (skrzypce, śpiew), Zbigniew Richter (gitara basowa), Piotr Zielik (saksofon), Mirosław Kozioł (perkusja), lecz pod koniec tego roku grupa zawiesiła swoją działalność i wkrótce doszło do rozpadu grupy.

### Reaktywacja
W roku 1992 grupa wznowiła działalność w składzie: Jarosław Tioskow (gitara, śpiew), Włodzimierz Dudek (gitara), Jacek Kaczyński (gitara basowa), Marek Kisiel – organy oraz Mirosław Kozioł – (perkusja). Mirosław Kozioł został dość szybko zastąpiony przez Mirosława Wiechnika. W roku 2006 zespół opuścił Marek Kisiel, a w lutym 2007 Jacek Kaczyński. Nowym basistą zostaje Marek Szerszyński. W połowie roku 2008, wobec wyjazdu z kraju Włodzimierza Dudka, do składu dołączył Grzegorz Kluczyński. Managerem zespołu został Tomasz Karkoszka, który zorganizował znaczną liczbę koncertów grupy i zapewnił jej udział w popularnych programach telewizyjnych i radiowych. 6 czerwca 2008 grupa świętowała swój jubileusz XXX-lecia. W dużym koncercie na placu miejskim w Białymstoku wzięli udział: Martyna Jakubowicz, Easy Rider, Adam Kulisz, Ryszard Wolbach, Krzysztof Jaworski i Sławomir Pyrko.
W roku 2009 zespół otrzymał prestiżową Nagrodę Muzyczną Fryderyk 2009 w kategorii blues za płytę Koncertowo. Nagroda w tej kategorii przyznana została po raz pierwszy.

## Dyskografia
| Ryszard „Skiba” Skibiński 1951–1983    | - Data: 1984 - Wydawca: Wifon                              | –  |
| Skiba                                  | - Data: 1985 - Wydawca: Vega                               | –  |
| Blues Band                             | - Data: 1994 - Wydawca: Koch International Poland          | –  |
| Chcę cię kochać                        | - Data: 1998 - Wydawca: Zbig Trading Co.                   | –  |
| Rythm&Puls                             | - Data: 2004 - Wydawca: OFFmusic                           | –  |
| Blues córek naszych – nagrania radiowe | - Data: 6 listopada 2006 - Wydawca: Metal Mind Productions | –  |
| Ryszard ‘Skiba’ Skibiński 1951–1983    | - Data: 6 sierpnia 2007 - Wydawca: Metal Mind Productions  | –  |
| Skiba                                  | - Data: 11 sierpnia 2008 - Wydawca: Mystic Production      | –  |
| Orla                                   | - Data: 7 kwietnia 2014 - Wydawca: Metal Mind Productions  | 49 |
| „–” album nie był notowany.            |                                                            |    |

| Tytuł      | Dane dot. albumu                                      |
| ---------- | ----------------------------------------------------- |
| Live       | - Data:3 lipca 2006 - Wydawca: Metal Mind Productions |
| Koncertowo | - Data: 2008 - Wydawca: JAM Records                   |

| „Blues chorego” / „Szalona Baśka”                          | 1980 | –      |
| „Zgniła porzeczka” / „Blues córek naszych”                 | 1981 | –      |
| „Pieniądze to nie wszystko” / „Przed nami drzwi zamknięte” | 1982 | – / 11 |
| „–” singel nie był notowany.                               |      |        |

| Tytuł                  | Rok  | Pozycja na liście |
| Tytuł                  | Rok  | LP3               |
| ---------------------- | ---- | ----------------- |
| „Boogie dziadka Skiby” | 1982 | 23                |
| „Chcę cię kochać”      | 1998 | 30                |